# José Luis Reséndez
José Luis Reséndez Santos (né le 14 octobre 1978 à Monterrey, Nuevo León) est un modèle masculin (Mister World 2003), un chanteur et un acteur de telenovelas mexicain, il est connu pour avoir participé à la distribution de  Amigas y rivales, El juego de la vida, Entre el amor y el odio, Las vías del amor, Clase 406, La Madrastra, Alborada et Heridas de amor.
Il a joué avec des acteurs comme Manuel Ojeda, Lucero Hogaza, Daniela Romo, Arturo Peniche, Fernando Colunga, Ana Martín, Marga López, Joaquín Cordero, Diana Bracho, entre autres.
En 2003, il participe au reality show Big Brother VIP, qui lui donne une certaine popularité.
En 2006, José Luis Reséndez se lance également comme chanteur et est produit par son ami Daniel Luna qui a la charge de la production de son premier album.
L'acteur se déclare ouvertement métrosexuel et qu'il assure son plaisir à maintenir son corps parfaitement en bonne santé physique.

## Trajectoire

### Telenovelas
- Señora Acero (2014-2015)... Acacio Martínez, el Teca /
- Dama y obrero (2013).... Pedro Pérez
- Corazón valiente (2012-2013).... Juan Marcos Arroyo
- Flor salvaje (2011-2012)... Pablo Aguilar[2]
- Los herederos Del Monte (2011)... José del Monte
- Camaleones (2009-2010).... Pedro Recalde
- Un gancho al corazón (2008-2009)... Fausto Buenrostro "Boxeador"
- Tormenta en el paraíso (2007-2008).... David Bravo
- Amor sin maquillaje (2007)
- Destilando amor (2007).... Hilario Quijano
- Heridas de amor (2006).... Fabricio Beltrán Campuzano
- Alborada (2005-2006).... Andrés Escobar
- La madrastra (2005).... Greco Montes
- Clap, el lugar de tus sueños (2003).... César
- Clase 406 (2003).... Gilberto Bernal
- Las vías del amor (2002-2003).... Gigolo
- Entre el amor y el odio (2002).... Nazario Amaral
- Amigas y rivales (2001)

### Séries de télévision
- Mujeres asesinas (2009) - Miguel Arroyo (Laura, confundida)
- Mujer, casos de la vida real (2002-2003)

### Cinéma
- Punto y aparte (2002).... Valentín